# مشرفة (ريمة)

تعديل مصدري - تعديل

مشرفة  أو قرية مشرفة   هي إحدى قرى عزلة بني واقدالواقعة ضمن مديرية الجعفرية التابعة لمحافظة ريمة، بلغ تعداد سكانها (549) نسمة حسب تعداد اليمن لعام 2004.

## المحلات التابعة للقرية
- عسقه

## روابط خارجية
- الدليل الشامــل